# Mihajlo Hamzić
Mihajlo Hamzić (Ston, oko 1460. – Dubrovnik, 1518.) poznat i kao Kamzović, Kančević, Camzouich, Canceuich, Chamza, Chansich; Miho, Mihoč, Mihovil, Michael Joannis Theutonici, Michael Johannis, bio je posljednji veliki dubrovački slikar 15. stoljeća na prijelazu iz gotike u renesansu.

## Životopis
Njegov otac Hans je bio iz njemačkog grada Kölna, a došao je raditi u Ston na održavanju topova. Majka mu je bila kći stonskoga kovača. Mihajlo je bio drugi od četvero djece. Učio je u Mantovi kod slikara Andree Mantegne, a u Dubrovnik se vratio 1508. godine. Spominje se prvi put u dokumentu iz 1509. godine u kojemu Vijeće umoljenih prihvaća njegovu sliku Sv. Ivana Krstitelja za Knežev dvor. Uskoro je naslikao i „Krštenje Kristovo” za glavnu sobu Kneževog dvora, gdje je i danas. Radio je i kao pisar u dubrovačkoj carinarnici. Uglavnom je oskudijevao novcem.
Surađivao je i s drugim slikarima, pa je tako u svoju radionicu 1512. godine iz Venecije doveo slikara Piera Giovannijeva, te Dubrovčanina Vlahu Nikolina. 
Kasnije je imao zajednički posao trgovine suknima s bratom Jakovom. Upali su u teškoće 1514. godine, pa je Mihajlo morao pobjeći iz Dubrovnika. Kasnije se vratio i bavio samo slikarstvom. U dokumentu iz 1515. godine spominje se davanje tromjesečnog »salvakondukta« (odobrenje za boravak) slikaru da slika za katedralu. God. 1518. zajedno s P. Govannijem dobiva zadatak da dovrši poliptih za oltar Sv. Josipa u katedrali koji je bio započeo Nikola Božidarević, ali ga u radu prekida smrt. Umro je mlad i u dugovima, a njegova posljednja slika, nesretni poliptih, uništen je u potresu iz 1667. god.

## Djela
Hamzićevo djelo označava završetak procvata starog dubrovačkog slikarstva i početak opadanja njegovih vrijednosti. Poznate su samo dvije njegove slike:
- Krštenje Kristovo u Kneževu dvoru ima mantegneske značajke gdje su mršavi likovi Krista,  sv. Ivana Krstitelja i nađela s Kristovom odorom smješteni nasilno u prvi plan ispred širokog stjenovitog krajolika naslikanog u tonovima smeđe i zelene i s vrsnim poznavanjem zračne perspektive. U ozbiljan i strogo zamišljen krajolik Hamzić je unio lirske akcente i pomalo naivne slikovite pojedinosti (ptice, jelen).[3] To djelo prvi je Hamziću pripisao Karlo Kovač, a Ljubo Karaman prihvatio je njegovu atribuciju, i dodatno uputio na očigledni Mantegnin utjecaj.
- Triptih za oltar obitelji Lukarević u dubrovačkoj dominikanskoj crkvi sv. Dominika iz 1512. godine danas se čuva u zbirci dominikanskog samostana. U središtu triptiha s sv. Nikola, slijeva sv. Ivan Krstitelj i sv. Stjepan, a s desne strane, sv. Marko i sv. Marija Magdalena. Iako jaki plastični volumeni likova ukazuju na jasan utjecaj A. Mantegne, ova slika se jako razlikuje od slike iz Kneževa dvora jer su uspjeli koloristički odnosi, naglašeni kontrasti i ritmovi boja nadahnuti venecijanskim slikarstvom.